# NGC 3560
NGC 3560 في الفهرس العام الجديد، هي مجرة، تقع في كوكبة . اكتشفت بواسطة جون هيرشل.

## روابط خارجية
- NGC 3560 على موقع ويكي سكاي: DSS2, SDSS, GALEX, IRAS, Hydrogen α, X-Ray, Astrophoto, Sky Map, Articles and images